# タイ地理情報・宇宙技術開発機関
タイ地理情報・宇宙技術開発機関 (タイ語:สำนักงานพัฒนาเทคโนโลยีอวกาศและภูมิสารสนเทศ タイ略称:สทอภ.、英語：Geo-Informatics and Space Technology Development Agency:GISTDA）は、タイ王国 内閣 科学技術省の監督下の宇宙機関。2000年11月2日に設置。 

## 概要
タイ地理情報・宇宙技術開発機関は、リモートセンシング、GIS、衛星技術開発などを担当するタイの宇宙機関。地球観測衛星THEOSを所有し、地理情報を収集、利用を行っている。

## 歴史
1971年、アメリカNASAのランドサットによるリモートセンシング計画の開始に際し、タイ国家研究評議会（NRCT）はタイ・リモートセンシング計画（TRSP）を通じて計画に参加。
1979年、TRSPは評議会の課レベル機関に昇格。タイ・リモートセンシングセンター（TRSC）に改称し、タイ国内の天然資源、環境管理分野でのリモートセンシング利用推進活動を行った。
1982年、東南アジア諸国に先駆けてタイ地上通信所を開設。センターはこの通信所を通じてランドサット、 SPOT、 NOAA、 ERS、MOSなどの衛星データの提供を開始。
1993年、タイ科学技術・環境省情報センターの中にGIS調整推進課が設置され、国家レベルでGISの利用推進が行われた。これにより業務が急速に拡大し、2000年11月2日、タイ地理情報・宇宙技術開発機関（GISTDA）が設立された。
2004年、タイ初の地球観測衛星THEOS打ち上げ計画を策定。
2008年、THEOSをロシアから打上げ、運用を開始した。
2011年、地球観測衛星THEOSをThaichote（タイ語:ดาวเทียมไทยโชต ）に改称

## 施設所在地
- 本部‐バンコク　ラックシー区 トゥンソーンホーン地区ヂェーンワッタナ通り 政府総合庁舎 B棟

（อาคารรวมหน่วยราชการ บี ศูนย์ราชการเฉลิมพระเกียรติ 80 พรรษา 5 ธันวาคม 2550 ถ.แจ้งวัฒนะ แขวงทุ่งสองห้อง เขตหลักสี่ กรุงเทพ 10210）
- タイ地上通信所-（バンコク ラートクラバン区）（ศูนย์ดาวเทียมภาคพื้นดิน (ลาดกระบัง)）‐

バンコク ラートクラバン区 チャローングルン通り165
（165 ถนนฉลองกรุง เขตลาดกระบัง กรุงเทพมหานคร 10520）
- THEOS管制通信所-（チョンブリー県 シーラーチャー郡）（สถานีควบคุมและรับสัญญาณดาวเทียม THEOS (ศรีราชา)）‐

チョンブリー県　シーラーチャー郡　タムボン・トゥンスックラー ムー9 
（หมู่ 9 ตำบลทุ่งสุขลา อำเภอศรีราชา ชลบุรี）

## 部局
- 行政課 （สำนักบริหาร）
- 政策企画課 （สำนักนโยบายและยุทธศาสตร์์）
- 地理情報課 （สำนักภูมิสารสนเทศ）
- 衛星天然資源情報センター（ศูนย์ข้อมูลทรัพยากรธรรมชาติจากข้อมูลดาวเทียม）
- サービス・ビジネス開発課（สำนักบริการและพัฒนาธุรกิจ）
- 情報通信技術課（สำนักเทคโนโลยีสารสนเทศ และการสื่อสาร）
- 地球観測センター （ศูนย์ดาวเทียมภาคพื้นดิน）
- THEOSプロジェクト （โครงการดาวเทียม THEOS）
- 宇宙情報開発研究所 （สถาบันพัฒนาองค์ความรู้ด้านอวกาศ）

## THEOS計画
同機関は、地図作成、国土計画、土地利用、資源管理、災害モニタリング等を行うタイ地球観測システム計画を2004年に策定。2008年10月1日、ロシアのドンバロフスキー射出場から、タイ初となる地球観測衛星THEOSをドニエプル・ロケットで打ち上げた。

## 宇宙開発計画
2009年-2012年までの4ヵ年計画による機関の目標は、「国益のための地球観測技術と地理情報技術の発展と応用」とされている。そのため現有する衛星、地理情報システム、ネットワークの農業、資源管理、観光、ビジネスの分野での応用に重点が置かれている。現状では自力打ち上げ能力の開発は行っていないと見られ、情報の収集と技術育成を行うにとどまっている。

## 多国間連携
アジア太平洋地域宇宙機関会議 (Asia-Pacific Regional Space Agency Forum:APRSAF)において同機関はタイ代表として参加している。
同会議で提唱された、アジア諸国で自然災害が発生した際、緊急に観測を行い、災害情報を融通し合うプロジェクト『センチネル・アジア』にも参加しており、THEOSのデータを提供している。
また同小型衛星技術人材育成プロジェクト『STAR』（Satellite Technology for the Asia-Pacific Region：STAR、「アジア太平洋地域のための衛星技術計画」）にも参加を表明しており、日本の宇宙航空研究開発機構（JAXA）の協力の下、2009年から衛星宇宙技術の人材育成が行われている。
さらに中国を機軸とするアジア太平洋宇宙協力機構(APSCO)にも加盟している。2009年6月、中国の環境・災害観測衛星「環境1号A」の地上通信基地をタイ国内に建設することで合意している。さらに中国武漢大学と協力して、国際的な宇宙技術人材開発のために使用されるシリトーン地理情報国際会館を建設することにも同意しており、2011年7月14日チョンブリー県THEOS管制通信所近郊において武漢大学と定礎式を行った。同施設は2012年までに3,892平米の敷地に本部棟、博物館、宿舎棟の3棟を建設する計画
。
そのほかの多国間連携としては、国連宇宙空間平和利用委員会（COPUOS）、アジア太平洋経済社会委員会（ESCAP）、 地球観測に関する政府間会合（GEO）、国連アジア太平洋宇宙科学技術教育センター（UN-CSSTEAP）、東南アジア諸国連合宇宙利用小委員会（ASEAN SCOSA）に加盟。

## 二国間連携
- 中華人民共和国
  - 中国応用リモートセンシング研究所 (IRSA)
  - 中国国家リモートセンシングセンター (NRSCC)
  - 武漢大学
- ヴェトナム
- ラオス
- 日本
  - 宇宙航空研究開発機構
- フランス
- アメリカ合衆国
  - アメリカ国家地球空間情報局（NGA）
  - アメリカ航空宇宙局 (NASA)
- ロシア
- ペルー

## 関連事項
- 科学技術省 (タイ)
- 宇宙機関
- アジアの宇宙競争
- タイ王国の宇宙開発